# Rhythm Devils
Rhythm Devils ist eine US-amerikanische Rockband, die von den Grateful Dead-Schlagzeugern Mickey Hart und Bill Kreutzmann gegründet wurde.

## Geschichte
Hart und Kreutzmann bildeten von 1967 bis 1995 mit einer Pause von 1971 bis 1975 das Perkussionsteam von Grateful Dead. Der Name Rhythm Devils beruht darauf, dass Grateful Dead eine der wenigen Bands waren, bei denen zwei Drummer spielten, die bei Liveshows eine größere und eigenständige Rolle spielten.
Bei den Live-Auftritten von Grateful Dead war es üblich, dass die Shows in verschiedene Sets aufgeteilt waren – zumeist ein akustisches und ein oder mehrere elektrische. In diesem zweiten Set spielten Hart und Kreutzmann, oftmals mit musikalischen Gästen, ein langes Drumsolo bzw. mehrere Soli, welche von den Deadheads Drums genannt wurde. Im Gegensatz dazu wurde die Improvisationsphase der anderen Musiker Space genannt. Da diese oftmals für Albenaufnahmen weggeschnitten wurden, kam es 1991 zum Livealbum Infrared Roses, welches nur aus Drums- und Spaceaufnahmen bestand. Auch auf dem Album Dead Set werden Hart und Kreutzmann mit dem Song Rhythm Devils aufgeführt.
Ende der 70er wurden die Devils von Francis Ford Coppola verpflichtet, um den Soundtrack für den Film Apocalypse Now aufzunehmen und zu entwickeln. Zusammen mit anderen bekannten Perkussionskünstlern wie Airto Moreira und seiner Frau Flora Purim, aber auch mit ihrem Bandkollegen von den Deads Phil Lesh, nahmen sie 1979 den Soundtrack in den Marin County´s Tonstudios, San Rafael, Kalifornien, und im privaten Studio von Hart in Novato auf. Neben dem direkten Soundtrack waren sie auch für Effekte im Film direkt zuständig.
Aus dieser Aufnahmesession entstanden zwei Alben. Einmal der offizielle Apocalypse Now-Soundtrack, der 1979 veröffentlicht wurde, als auch das Album The Rhythm Devils Play River Music, welches Aufnahmen und Improvisationen enthält, welche für den offiziellen Soundtrack nicht verwendet wurden.
Nach diesen Aufnahmen konzentrierten sich Hart und Kreutzmann bis zum Tode des Bandleaders Jerry Garcia 1995 auf Grateful Dead und danach auf ihre anderen Projekte.
Erst am 22. April 2006 fanden sich die Rhythm Devils in einer anderen Besetzung zu einem Konzert für den Tag der Erde vorm Grand Central Terminal in Manhattan zusammen, bevor sie auf eine USA-Tour gingen, die beim Vegoose-Festival zum Halloween-Wochenende in Las Vegas, Nevada endete. Für diese Tournee arbeiteten sie mit Robert Hunter zusammen, der auch Songwriter für Grateful Dead war.
Wie schon zuvor mit Grateful Dead befürworten Rhythm Devils, dass Fans Konzertaufnahmen mitschneiden und diese Bootlegs frei tauschen dürfen. Durch das Internet stellt dies für Fans kein Problem dar, insbesondere das Internet Archive, wo auch diverse Grateful Dead Konzerte erhältlich sind, als auch sonst kritisch betrachtete File-Sharing Systeme bieten derartiges an.

## Diskografie
Sämtliche Live-Alben und Bootlegs von Grateful Dead enthalten die sogenannten Drums der Rhythm Devils. Sie werden jedoch hier mit einer Ausnahme nicht mit aufgezählt.
- 1979: Apocalypse Now-Soundtrack
- 1980: The Rhythm Devils Play River Music
- 1989: The Apocalypse Now Sessions (Überarbeitete Version von The Rhythm Devils Play River Music mit Bonustracks)
- 1991: Infrared Roses
- 2001: Apocalypse Now Redux Soundtrack

DVD
- 2006: The Rhythm Devils Concert Experience